# Chrudimka
Die Chrudimka ist ein linker Nebenfluss der Elbe in Tschechien.

## Verlauf
Die Chrudimka, in alten Schriften auch als Kamenice oder Ohebka bezeichnet, entspringt im Norden der Saarer Berge. Ihre Hauptquelle liegt in 700 m am nördlichen Fuße des Hügels U Oběšeného (737 m) zwischen Svratouch, Filipov, Paseky und Chlumětín. Eine zweite Quelle befindet sich zwischen Filipov, Ovčín und Dědová. Nach der Vereinigung beider Quellbäche durchfließt die Chrudimka auf ihren Weg nach Westen Kameničky und wird zwischen Hamry und Studnice in der Talsperre Hamry gestaut. Nachfolgend fließt die Chrudimka durch Hlinsko und durchquert das Eisengebirge in zahlreichen Flussschleifen nach Nordwesten hin. Am Fluss liegen die Orte Vítanov, Vysočina, Trhová Kamenice, Horní Bradlo und Klokočov. Hiernach windet sich der Fluss in Engtälern durch das Bergland. Bei Seč wird er in den Talsperren Seč I und II gestaut. Der Flusslauf führt über Bojanov und Křižanovice zunächst nach Osten und wendet sich bei Nasavrky nordwärts, wo er über Svídnice und Lukavice bei Slatiňany aus dem Eisengebirge in das Chrudimer Tafelland (Chrudimská tabule) einfließt. Der weitere Lauf der Chrudimka führt über Chrudim, Vestec, Tuněchody, Úhřetice, Úhřetická Lhota bis Hostovice, wo sie sich nach Westen wendet und schließlich erneut in nördlicher Richtung durch die Stadt Pardubice fließt, wo sie nach 104,4 km in 216 m. ü. M. die Elbe mündet.
Das Einzugsgebiet der Chrudimka beträgt 870 km².
Während des Pleistozän floss die Chrudimka durch das Tal des Zlatý potok und mündete an der Stelle der Stadt Třemošnice in die Doubrava.

## Bedeutende Zuflüsse
- Okrouhlický potok (l), bei Svídnice
- Podhůra (l), oberhalb Chrudim
- Novohradka (r), bei Úhřetická Lhota

## Talsperren
- Talsperre Hamry, erbaut 1912
- Talsperre Seč I, erbaut 1935
- Talsperre Seč I, erbaut 1947
- Talsperre Křížanovice I, erbaut 1954
- Talsperre Práčov (Křížanovice II), erbaut 1954

## Naturschutz
Tschechien hat mehrere Abschnitte der Chrudimka als Flora-Fauna-Habitat-Gebiete gemeldet. Die folgenden Flussabschnitte gehören damit zum europäischen Schutzgebietsnetzwerk Natura 2000:
Der Oberlauf zwischen Dědová bis Hamry u Hlinska wurde als FFH-Gebiet Údolí Chrudimky gemeldet. Hier ist insbesondere das Bachneunauge (Lampetra planeri) als Anhang-II-Art als Schutzzweck gemeldet.
Zwischen Trhová Kamenice und Libkov inklusive der Talsperre Seč als liegt das FFH-Gebiet Chrudimka gemeldet. Als wesentliche Schutzgüter nach der FFH-Richtlinie sind im Standarddatenbogen der Lebensraumtyp 3260 (Flüsse der planaren bis montanen Stufe mit Vegetation des Ranunculion fluitantis und des Callitricho-Batrachion) sowie die Anhang-II-Art Fischotter (Lutra lutra) angegeben.
Weiter flussabwärts folgt unterhalb der Talsperre Křížanovice I das FFH-Gebiet Krkanka-Strádovské peklo, durch das der Fluss bis oberhalb der Talsperre Křížanovice II fließt. 
Der Flussabschnitt beginnend unterhalb von Chrudim bis Pardubice ist die Chrudimka als FFH-Gebiet Dolní Chrudimka gemeldet. Hier kommt neben dem Lebensraumtyp 3260 noch die Anhang-II-Art Grüne Flussjungfer (Ophiogomphus cecilia) vor.